# هیپسول
هیپسول (به انگلیسی: Hipswell) یک روستا و محله مدنی در بریتانیا است که در ریچموندشر واقع شده‌است. هیپسول ۵٬۳۸۸ نفر جمعیت دارد.